# Anthoine Hubert
Anthoine Gérard Pol Hubert (pronunciación en francés: /ɑ̃twan ybɛʁ/; Lyon, Francia; 22 de septiembre de 1996-Francorchamps, provincia de Lieja, Bélgica; 31 de agosto de 2019) fue un piloto de automovilismo francés. Fue campeón del Campeonato Francés de F4 en 2013 y de GP3 Series en 2018 y perteneció a la Academia de Renault Sport.
Falleció en un accidente en circuito de Spa-Francorchamps, tras perder el control de su monoplaza y ser impactado accidentalmente por el piloto Juan Manuel Correa en una carrera de Fórmula 2.

## Carrera
Compitió en categorías de monoplazas desde 2013, después de varios años en karting. Ese año se consagró campeón en F4 Francesa. En 2014 y 2015 corrió en Fórmula Renault con Tech 1 Racing, y en 2016 en Fórmula 3 Europea con VAR.
Al año siguiente debutó en GP3 Series con el equipo ART. Ese año consiguió 4 podios y terminó 4º en el campeonato de pilotos, detrás de tres pilotos que ascendieron a Fórmula 2 en 2018. Al año siguiente ganó el campeonato con más de 10 podios en 18 carreras y 2 competencias ganadas, sobre el ruso Mazepin (a 16 puntos) y el británico Ilott (a 47). En 2019 hizo su debut en Fórmula 2 con el equipo Arden International. En dicha categoría ganó dos competencias, en Mónaco y Le Castellet. Ese año también ingresó a la Academia de Renault Sport.

## Fallecimiento

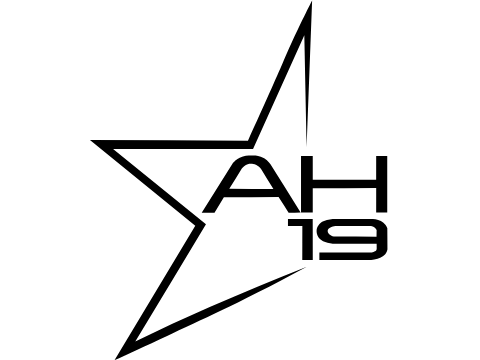
Emblema creado en honor a Anthoine Hubert.

Falleció en un accidente el 31 de agosto de 2019 en el circuito de Spa-Francorchamps, durante una carrera del Campeonato de Fórmula 2 de la FIA. Hubert se salió de pista tras el trompo delante de él de Giuliano Alesi a la salida de Eau Rouge, golpeó las barreras de protección y fue impactado lateralmente por el piloto estadounidense-ecuatoriano Juan Manuel Correa. Ambos fueron trasladados al centro médico del autódromo, pero el francés falleció a causa de las heridas a casi dos horas del accidente. Correa fue trasladado estable a las pocas horas a un hospital en Lieja.
El funeral de Hubert se llevó a cabo el 10 de septiembre en la catedral de Chartres (Eure y Loir). Asistieron su familia, amigos y muchas personalidades del mundo del automovilismo, incluido el presidente de la Federación Internacional del Automóvil Jean Todt, el asesor de Renault F1, el cuatro veces campeón Alain Prost, Charles Leclerc, Pierre Gasly, Esteban Ocon y George Russell.
El 11 de diciembre, la Fórmula 2 introdujo el «Premio Anthoine Hubert» en su honor, que es otorgado al mejor novato de la temporada. El piloto Guanyu Zhou fue el ganador de la edición inaugural.

## Resumen de carrera
| Temporada | Categoría                                 | Equipo                | Carreras | Victorias | Poles | VR | Podios | Puntos | Pos. |
| --------- | ----------------------------------------- | --------------------- | -------- | --------- | ----- | -- | ------ | ------ | ---- |
| 2013      | Campeonato Francés de F4                  | Autosport Academy     | 21       | 11        | 10    | 8  | 13     | 365    | 1.º  |
| 2014      | Eurocopa de Fórmula Renault 2.0           | Tech 1 Racing         | 14       | 0         | 0     | 0  | 0      | 30     | 15.º |
| 2014      | Fórmula Renault 2.0 Alpes                 | Tech 1 Racing         | 6        | 0         | 0     | 0  | 0      | N/A    | NC†  |
| 2015      | Eurocopa de Fórmula Renault 2.0           | Tech 1 Racing         | 17       | 2         | 2     | 2  | 7      | 172    | 5.º  |
| 2015      | Fórmula Renault 2.0 Alpes                 | Tech 1 Racing         | 6        | 4         | 4     | 3  | 6      | N/A    | NC†  |
| 2016      | Campeonato Europeo de Fórmula 3 de la FIA | Van Amersfoort Racing | 30       | 1         | 1     | 1  | 3      | 160    | 8.º  |
| 2016      | Masters de Fórmula 3                      | Van Amersfoort Racing | 1        | 0         | 0     | 0  | 0      | N/A    | 7.º  |
| 2016      | Gran Premio de Macao                      | Van Amersfoort Racing | 1        | 0         | 0     | 0  | 0      | N/A    | 13.º |
| 2017      | GP3 Series                                | ART Grand Prix        | 15       | 0         | 0     | 4  | 4      | 123    | 4.º  |
| 2018      | GP3 Series                                | ART Grand Prix        | 18       | 2         | 2     | 4  | 11     | 214    | 1.º  |
| 2019      | Campeonato de Fórmula 2 de la FIA         | BWT Arden             | 16       | 2         | 0     | 0  | 2      | 77     | 10.º |
| Fuente:   |                                           |                       |          |           |       |    |        |        |      |

- † Hubert fue piloto invitado, por lo tanto no fue apto para sumar puntos.

## Resultados

### Campeonato Europeo de Fórmula 3 de la FIA
(Clave) (negrita indica pole position) (cursiva indica vuelta rápida)

| Año     | Equipo                | 1        | 2       | 3       | 4         | 5        | 6        | 7        | 8       | 9        | 10       | 11       | 12       | 13      | 14      | 15      | 16      | 17      | 18       | 19        | 20      | 21      | 22       | 23      | 24      | 25      | 26      | 27      | 28       | 29      | 30       | Pos. | Puntos |
| ------- | --------------------- | -------- | ------- | ------- | --------- | -------- | -------- | -------- | ------- | -------- | -------- | -------- | -------- | ------- | ------- | ------- | ------- | ------- | -------- | --------- | ------- | ------- | -------- | ------- | ------- | ------- | ------- | ------- | -------- | ------- | -------- | ---- | ------ |
| 2016    | Van Amersfoort Racing | LEC 1 17 | LEC 2 8 | LEC 3 6 | HUN 1 Ret | HUN 2 13 | HUN 3 14 | PAU 1 12 | PAU 2 7 | PAU 3 12 | RBR 1 16 | RBR 2 10 | RBR 3 16 | NOR 1 8 | NOR 2 1 | NOR 3 2 | ZAN 1 9 | ZAN 2 4 | ZAN 3 10 | SPA 1 Ret | SPA 2 4 | SPA 3 2 | NÜR 1 10 | NÜR 2 5 | NÜR 3 9 | IMO 1 5 | IMO 2 6 | IMO 3 6 | HOC 1 10 | HOC 2 7 | HOC 3 10 | 8.º  | 160    |
| Fuente: |                       |          |         |         |           |          |          |          |         |          |          |          |          |         |         |         |         |         |          |           |         |         |          |         |         |         |         |         |          |         |          |      |        |

### GP3 Series
(Clave) (negrita indica pole position) (cursiva indica vuelta rápida puntuable)
| Año  | Escudería      | 1   | 1   | 2   | 2   | 3   | 3   | 4   | 4   | 5   | 5   | 6   | 6   | 7   | 7   | 8   | 8   | 9   | 9   | Pos. | Puntos | Ref.   |
| ---- | -------------- | --- | --- | --- | --- | --- | --- | --- | --- | --- | --- | --- | --- | --- | --- | --- | --- | --- | --- | ---- | ------ | ------ |
| 2017 | ART Grand Prix | BAR | BAR | SPI | SPI | SIL | SIL | BUD | BUD | SPA | SPA | MNZ | MNZ | JER | JER | YMC | YMC |     |     | 4.º  | 123    | [ 14 ] |
| 2017 | ART Grand Prix | 5   | 4   | 4   | 7   | 2   | 8   | 3   | 5   | Ret | 7   | 3   | C   | 5   | 3   | 11  | 5   |     |     | 4.º  | 123    | [ 14 ] |
| 2018 | ART Grand Prix | BAR | BAR | LEC | LEC | SPI | SPI | SIL | SIL | BUD | BUD | SPA | SPA | MNZ | MNZ | SOC | SOC | YMC | YMC | 1.º  | 214    | [ 15 ] |
| 2018 | ART Grand Prix | 2   | 2   | 1   | 7   | 17  | 9   | 1   | 4   | 3   | 3   | 3   | 2   | 2   | DSQ | 3   | 4   | 3   | Ret | 1.º  | 214    | [ 15 ] |

### Campeonato de Fórmula 2 de la FIA
(Clave) (negrita indica pole position) (cursiva indica vuelta rápida puntuable)

| Año  | Escudería | 1   | 1   | 2   | 2   | 3   | 3   | 4   | 4   | 5   | 5   | 6   | 6   | 7   | 7   | 8   | 8   | 9   | 9   | 10  | 10  | 11  | 11  | 12  | 12  | Pos. | Puntos | Ref.  |
| ---- | --------- | --- | --- | --- | --- | --- | --- | --- | --- | --- | --- | --- | --- | --- | --- | --- | --- | --- | --- | --- | --- | --- | --- | --- | --- | ---- | ------ | ----- |
| 2019 | BWT Arden | SAK | SAK | BAK | BAK | BAR | BAR | MON | MON | LEC | LEC | SPI | SPI | SIL | SIL | BUD | BUD | SPA | SPA | MNZ | MNZ | SOC | SOC | YMC | YMC | 10.º | 77     | [ 3 ] |
| 2019 | BWT Arden | 4   | 9   | 10  | 11  | 6   | 5   | 8   | 1   | 8   | 1   | 4   | 17  | 18  | 11  | 11  | 11  | C   | C   |     |     |     |     |     |     | 10.º | 77     | [ 3 ] |